# Großsteingrab Lausigk
Das Großsteingrab Lausigk war eine jungsteinzeitliche megalithische Grabanlage in Lausigk, einem Ortsteil der Gemeinde Südliches Anhalt im Landkreis Anhalt-Bitterfeld, Sachsen-Anhalt. Es wurde vermutlich in der zweiten Hälfte des 19. Jahrhunderts zerstört. Christian Keferstein beschrieb es 1846 als noch existent. Keferstein bezeichnete es als „Grabaltar“ auf offenem Feld. Es handelte sich also offenbar um eine steinerne Grabkammer unbekannten Typs, die keine Hügelschüttung (mehr) besaß.